# Virginie Troussier
Virginie Troussier, née le 27 octobre 1985, est une écrivaine et journaliste française, spécialisée dans les domaines de la montagne et de la mer.

## Biographie
Virginie Troussier est née en 1985, elle a grandi dans les Alpes, en Maurienne, au sein d’une famille de montagnards. Passionnée de sport, elle a pratiqué le ski en compétition, puis l’a enseigné à Saint François-Longchamp, en parallèle d’hypokhâgne et khâgne, deux riches années qui lui seront fondamentales. Elle poursuit ses études en école de journalisme à Grenoble puis au Danemark. En 2014, elle découvre la navigation, le large, le vent. Depuis elle pratique le long de la côte atlantique le windsurf qui est devenu une seconde passion.
Virginie Troussier écrit des chroniques pour le quotidien suisse Le Temps, pour les revues Grands Reportages, Terre Sauvage, et Alpes Magazine.
En 2018, elle publie la biographie du skieur Bode Miller, quintuple champion du monde. Elle publie la même année Ma vie est un sport de combat, avec et sur Michaël Jeremiasz, champion paralympique de tennis. En 2021, elle s'entretient longuement dans Nos champions : corps et âmes avec quinze sportifs tels Justine Dupont ou François Gabart afin de percer le mystère de « ces artistes à l'œuvre éphémère ».
Virginie Troussier raconte en 2021 dans Au milieu de l’été, un invincible hiver la tragédie du Pilier du Frêney (1961), qui a vu la mort de quatre alpinistes qui accompagnaient Walter Bonatti et Pierre Mazeaud. Le récit, « haletant, sensible, charnel et psychique » pour Matthieu Delaunay (Mediapart),,« serré, profond, poignant » pour Sylvain Tesson (Lire), qui décrit une « une affinité organique entre l'homme et le rocher » pour Le Matricule des Anges, est considéré par Pierre Mazeaud comme « humain » et « émouvant », « certainement le meilleur qu'on ait écrit sur le Frêney ». Le livre reçoit le Prix Jules-Rimet 2021,. Denis Jeambar, le président du jury, mentionne le livre comme étant une « merveille, un drame antique ». Le livre a été traduit en italien en septembre 2022 aux éditions Corbaccio.
Virginie Troussier a écrit également des romans et des récits plus personnels comme Sylvia Plath - Duetto (2016) ou Pendant que les champs brûlent (2017),
En 2022, elle publie La Frénésie du windsurf dans la collection Petite philosophie du voyage des Éditions Transboréal, ouvrage qualifié de « petit bijou littéraire » par Voile Magazine, de « voyage sensuel et salé, ode à ce sport fusionnel » par Fabrice Drouzy (Libération) dans lequel elle partage des souvenirs et des réflexions sur le windsurf.
En 2023, elle publie L'homme qui vivait haut aux éditions Paulsen, une enquête littéraire sur les traces de Nicolas Jaeger, un alpiniste disparu en 1980 en Himalaya. Elle reçoit le Prix Le Temps Retrouvé, présidé par Douglas Kennedy, qui récompense une œuvre littéraire qui dépeint, avec style et finesse, la complexité des relations humaines et les évolutions de la société.

## Publications

### Essais et Récits
- Virginie Troussier, L'homme qui vivait haut, Guérin-Paulsen, 2023,  (ISBN 978-2-35221-387-1)              Prix Le Temps Retrouvé 2023

- Virginie Troussier, La Frénésie du windsurf, Petites empoignades avec le vent, les embruns et les vagues, Éditions Transboréal, 19 mai 2022, 96 p. (ISBN 978-2-361-57310-2)
- Virginie Troussier, Au milieu de l'été, un invincible hiver : Pilier du Frêney, 1961, Guérin-Éditions Paulsen, 2021 (ISBN 978-2-35221-327-7 et 2-35221-327-4, OCLC 1249732693, lire en ligne)
  - Prix Jules-Rimet 2021
- Virginie Troussier, Nos champions : corps et âmes, Les Peregrines, 2021 (ISBN 979-10-252-0520-4, OCLC 1259391923, lire en ligne)
- Virginie Troussier, Ma vie est un sport de combat, Marabout, 2018 (ISBN 978-2-501-13679-2 et 2-501-13679-9, OCLC 1061213069, lire en ligne)
- Virginie Troussier, Bode Miller : l'art de la vitesse, Nevicata, 2018 (ISBN 978-2-87523-120-8 et 2-87523-120-0, OCLC 1089427037, lire en ligne)
- Virginie Troussier, Sylvia Plath - Duetto, Nouvelles Lectures, 2016 (ISBN 978-2-37424-039-8 et 2-37424-039-8, OCLC 1000394913, lire en ligne)

### Romans
- Virginie Troussier, Pendant que les champs brûlent, La Découvrance, 2017 (ISBN 978-2-84265-978-3 et 2-84265-978-3, OCLC 980260520, lire en ligne)
- Virginie Troussier, Envole-toi octobre : roman, Myriapode, 2014 (ISBN 978-2-35945-049-1 et 2-35945-049-2, OCLC 896816234, lire en ligne)